# George al IV-lea al Regatului Unit
George al IV-lea (George Augustus Frederick); (n. 12 august 1762, Greater London, Anglia, Regatul Marii Britanii – d. 26 iunie 1830, Windsor and Maidenhead, Anglia, Regatul Unit al Marii Britanii și Irlandei) a fost rege al Regatului Unit al Marii Britanii și Irlandei și al Hanovrei din 29 ianuarie 1820, până la moartea sa.

## Primii ani

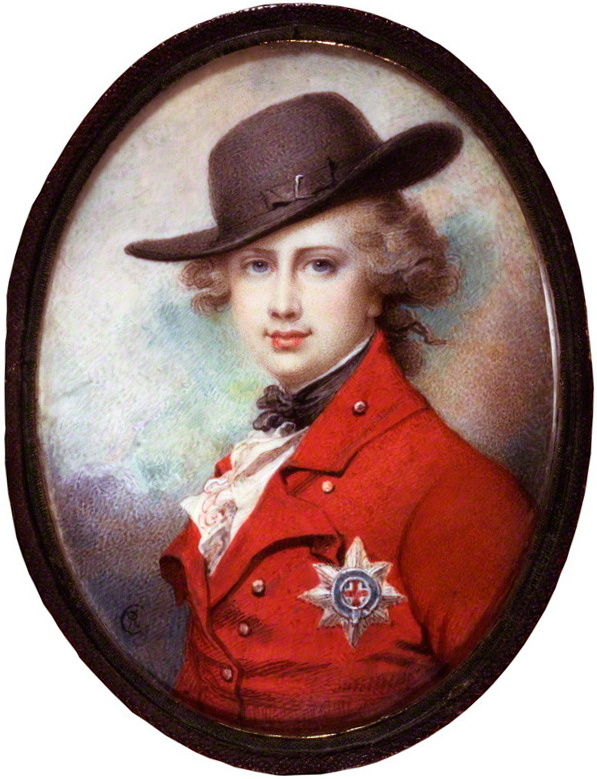
George ca Prinţ de Wales, pictură de Richard Cosway, ca. 1780-1782.

George s-a născut la Palatul St. James din Londra la 12 august 1762. Fiind fiul cel mare al unui suveran britanic, automat a devenit la naștere Duce de Cornwall și Duce de Rothesay. A fost numit Prinț de Wales și Conte de Chester câteva zile mai târziu. În același an, la 18 septembrie a fost botezat de Arhiepiscopul de Canterbury, Thomas Secker.
George a fost un elev talentat, a învățat repede limbile franceză, germană și italiană.
La vârsta de 21 de ani se îndrăgostește de romano-catolica Maria Anne Fitzherbert, care era văduvă de două ori . Actul de Reglementare din 1701 declara pe cei care se căsătoresc cu romano-catolici ineligibili pentru a succeda la tronul britanic. De asemenea, Actul pentru căsătoria regală din 1772 prevedea ca Prințul de Wales nu se poate căsători fără consimțământul regelui, pe care George nu l-ar fi obținut niciodată. Cu toate acestea, cuplul s-a căsătorit la 15 decembrie 1785, la casa ei din Park Street, Mayfair. Din punct de vedere legal, căsătoria era nulă din moment ce avizul regelui n-a fost niciodată solicitat Din rațiuni politice, căsătoria a rămas secretă iar doamna Fitzherbert a promis să nu dea publicității nimic care să aibă legătură cu acest lucru.
Prințul de Wales era înglodat în datorii din cauza vieții sale exorbitante. Tatăl său a refuzat să-l ajute, forțându-l să părăsească Casa Carlton și să trăiască la reședința doamnei Fitzherbert. În 1787, aliații din Camera Comunelor ai Prințului au inițiat o propunere de a-l scuti de datorii cu o subvenție parlamentară. Parlamentul i-a acordat Prințului de Wales 161.000 £ pentru plata datoriilor sale și 60.000 £ pentru îmbunătățiri la Casa Carlton.

## Criza de regență din 1788

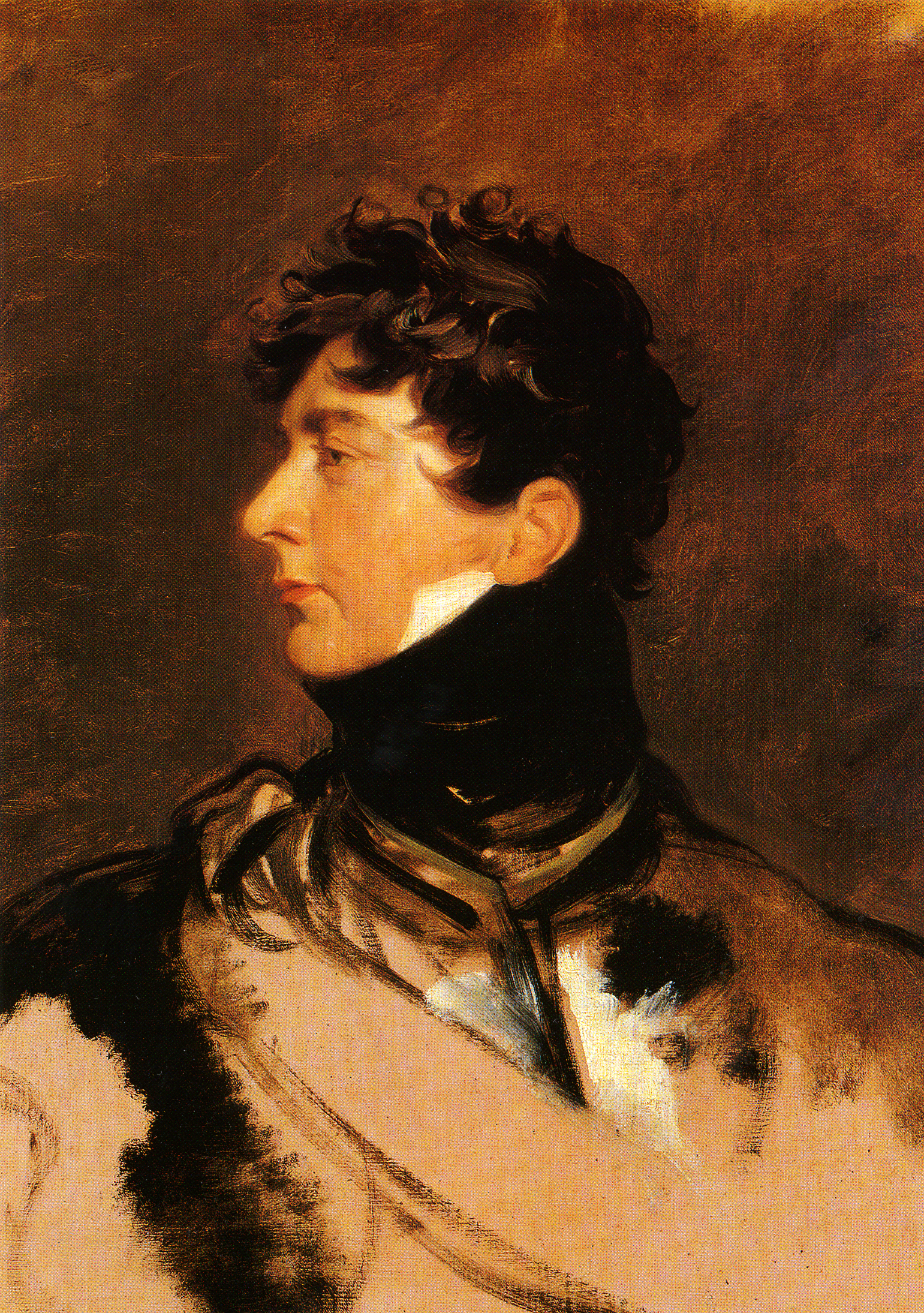
Portret al lui George, de Sir Thomas Lawrence, ca. 1814.

Acum se crede că regele George al III-lea suferea de o boală ereditară porphyria. În vara anului 1788 sănătatea lui mentală s-a deteriorat însă a fost în stare să se scutească de unele din îndatoririle sale și să declare Parlamentul prorogat din 25 septembrie până în 20 noiembrie. În timpul prorogării, George al III-lea s-a îmbolnăvit, viața sa fiind amenințată iar la convocarea Parlamentului din noiembrie, regele n-a putut să rostească discursul obișnuit la deschiderea Parlamentului. Parlamentul s-a găsit el însuși într-o poziție impracticabilă; potrivit unei legi mai vechi nu se putea trece la dezbaterea nici unui lucru până nu se rostea discursul regelui.
Parlamentul a început dezbaterea pentru stabilirea unei regențe. În cele din urmă, primul ministru Pitt a fost de acord că Prințul de Wales ar fi cea mai potrivită alegere pentru a fi numit regent, însă cere limitarea acestor puteri. Printre alte lucruri, Prințul de Wales nu putea să vândă proprietatea regelui sau să acorde ranguri nobiliare altor persoane în afară de copiii regelui. Prințul de Wales a denunțat schema lui Pitt, declarând că este "un proiect pentru producerea de slăbiciune, tulburări și nesiguranță în fiecare ramură de administrare a afacerilor".  În interesul națiunii, ambele facțiuni au fost de acord să facă un compromis.
Un impediment tehnic semnificativ era lipsa unui discurs al Tronului, care era necesar înainte ca Parlamentul să poată proceda la orice dezbateri sau voturi. Discursul era rostit în mod normal de către rege, dar el putea fi, de asemenea, rostit de către reprezentanți regali cunoscuți sub numele de Lorzi Comisari; nici un document nu permitea Lorzilor Comisari să acționeze cu excepția cazului în care se aplica marele sigiliu.
 
Sigiliul nu putea fi aplicat în mod legal, fără autorizarea prealabilă a suveranului. Pitt și miniștrii săi au ignorat ultima cerință și au dat instrucțiuni Lordului Cancelar să aplice sigiliul fără consimțământul regelui. Această ficțiune juridică a fost denunțată de către Edmund Burke ca o "minciună evidentă", ca o "absurditate palpabilă", și chiar ca un "fals, înșelăciune".
Fratele Prințului de Wales, Ducele de York, a descris planul ca "neconstituțional și ilegal". Cu toate acestea, alții din Parlament au considerat că o astfel de schemă a fost necesară pentru a menține un guvern eficient. În consecință, la 3 februarie 1789, la mai mult de două luni după ce a fost convocat, Parlamentul a fost deschisă oficial de către un "ilegal" grup de Lorzi Comisari. Regele a declarat retroactiv, că instrumentul de autorizare a Lorzilor Comisari de a acționa a fost valabil.

## Căsătoria

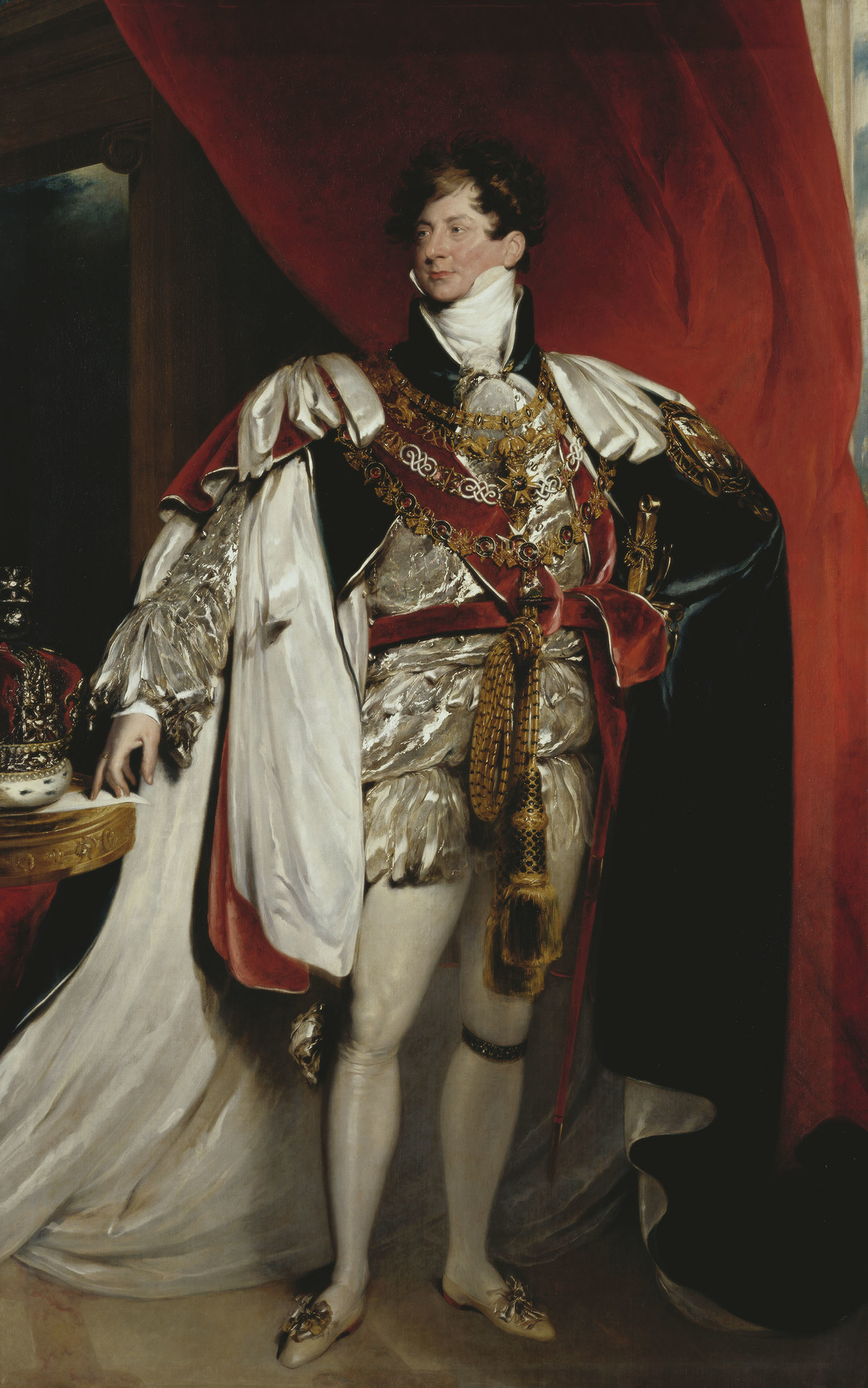
George în 1822, pictură de Sir Thomas Lawrence.

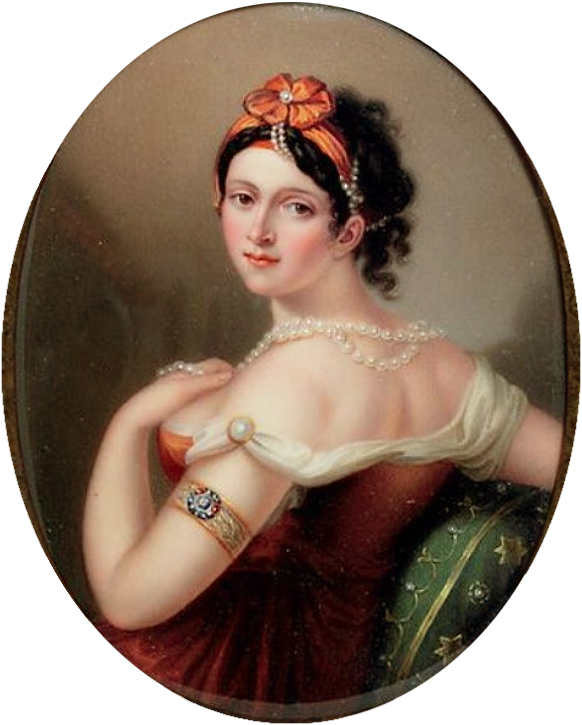
Portret al ultimei metrese, Elizabeth Conyngham.

Datoriile Prințului de Wales  au continuat să crească iar tatăl său a refuzat să-l ajute dacă nu acceptă căsătoria cu verișoara sa, Caroline de Braunschweig. În 1795, Prințul acceptă și la 8 aprilie 1795 la Capela Regală a Palatului St James are loc căsătoria. Tinerii nu se potriveau deloc, căsătoria este dezastruoasă. Cei doi au un singur copil, Prințesa Charlotte, în 1796, și pentru tot restul vieții au rămas separați. Prințul de Wales a rămas atașat de Mrs. Fitzherbert toată viața sa, în ciuda mai multor perioade de înstrăinare.
Printre metresele sale înainte s-o întâlnească pe Mrs. Fitzherbert au fost: Mary Robinson, o actriță care a fost cumpărată cu o pensie generoasă când l-a amenințat că va vinde ziarelor scrisorile de la el; Grace Elliott, soția divorțată a unui medic; și Frances Villiers, Contesă de Jersey, care a dominat viața lui câțiva ani. În ultimii zece ani ai vieții sale metresa sa a fost Elizabeth Conyngham.
Problema datoriilor Prințului de Wales, care ajunseseră în 1795 la exorbitanta sumă de 630.000 £ (egală astăzi cu 49.820.000 £ astăzi), a fost rezolvată (cel puțin temporar) de Parlament. I s-a furnizat o sumă de 65.000 £ (egală astăzi cu 5.140.000 £) pe an. În 1803, alte 60.000 £ (sumă egală astăzi cu 4.486.000 £) s-au adăugat, și datoriile Prințului din 1795 au fost plătite în 1806.
În 1804 a apărut o dispută asupra custodiei Prințesei Charlotte, care în cele din urmă a fost încredințată regelui George al III-lea. De asemenea, a fost o Comisei parlamentară de anchetă a comportamentului prințesei Caroline, pe care Prințul de Wales a acuzat-o că ar avea un fiu nelegitim. Comisia a decis că acuzațiile "nu au fundament" dar a clasificat comportamentul ei ca fiind extraordinar de indiscret.

## Titluri, onoruri și arme
| See adjacent text                                     |
| Stema de Arme din 1762 până în 1801 ca Prinț de Wales |

| See adjacent text                                                     |
| Stema de Arme din 1801 până în 1820 ca Prinț de Wales și Prinț Regent |

| See adjacent text                 |
| Stema de Arme ca regele George IV |

|                                               |
| Stema de Arme ca regele George IV (în Scoția) |